# Автоматичний контроль
Автомати́чний контро́ль — контроль роботи машин, механізмів, апаратів та іншого устаткування за допомогою приладів і пристроїв без безпосередньої участі людини. Забезпечує швидке й точне реагування органів керування та регулювання машин і апаратів на зміну параметрів технологічних процесів. 

## Застосування
Автоматичний контроль широко застосовується в різних галузях промисловості при оцінці стану сировини, процесу виробництва, готової продукції; в техніці зв'язку; на транспорті тощо. Ступінь автоматизації засобів контролю може оцінюватись як відношення числа операцій контролю, що виконуються автоматично до загального обсягу операцій контролю. Зазвичай вважається для автоматичних засобів контролю це співвідношення становить 95 %, напівавтоматичних — 95...50 %, в ручних — менше за 50 %. Автоматичний контроль здійснюється за допомогою приладів автоматичного контролю та систем автоматичного контролю. В останніх контролюється значне число параметрів і виконується великий обсяг обробки інформації, для вироблення кількісного судження про стан об'єкту.

## Методи
Існують різні методи автоматичного контролю: 
- механічні,
- електроконтактні,
- безконтактні (з індукційним давачем),
- фотоелектронні тощо.

Усе ширшого застосування в техніці автоматичного контролю набувають ультразвуковий контроль і радіоактивний метод контролю. 

## Телеконтроль
На великих відстанях автоматичний контроль здійснюють з допомогою телесигналізації і телеметрії.
Для автоматичного контролю за виробничими процесами на відстані в промисловості і на транспорті застосовують також засоби телебачення. 